# Movimiento de Integración y Desarrollo
El Moviment d'Integració i Desenvolupisme (MID) és un partit polític argentí d'orientació desenvolupista fundat per l'expresident l'Arturo Frondizi i els seus seguidors el 5 de març de 1964.

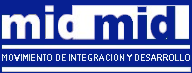
Antic logo del partit.

El MID té el seu origen en un despreniment de la Unió Cívica Radical Intransigent (UCRI). El 1956 la Unió Cívica Radical es va dividir en dues: la Unió Cívica Radical Intransigent, presidida per l'Arturo Frondizi i l'Unió Cívica Radical del Poble presidida pel Ricardo Balbín.
Aquest mateix any, l'Arturo Frondizi, que s'exercia com a president de la UCR, havia entaulat una estreta relació amb el Rogelio Frigerio, qui promovia una versió crítica del desenvolupisme, una nova teoria econòmica creada pels economistes de la CEPAL. Igual que la CEPAL, el Frigerio adheria a la necessitat de comptar amb una sòlida política industrialista, però a diferència de l'organisme de les Nacions Unides, el Frigerio posava l'accent en la necessitat de recórrer a les empreses multinacionals i la inversió estrangera directa per desenvolupar indústries de base: siderúrgia, petroquímica, fabricació d'automòbils i sobretot, hidrocarburs.
En 1958, el Frondizi va resultar elegit president a causa d'una aliança de la UCRI amb el peronisme concretada en un pacte secret entre aquell i la Perón, promogut pel Frigerio. Des d'un començament la política econòmica del Frondizi va estar plenament influïda pel desenvolupisme i les idees del Frigerio, la qual cosa va produir dos corrents dins de la UCRI: aquella que continuava sostenint la Declaració d'Avellaneda, definit en 1945 pel corrent intransigent de la UCR, i aquells que adherien a les noves idees desarrollistas, definides pel Frigerio i portades a la política econòmica pel Frondizi.
Inicialment la UCRI es va mantenir unida perquè, la condició de president de la Nació del Frondizi imposava la unitat al voltant de les idees desenvolupistes. Però després del cop d'estat que va enderrocar a Frondizi, tots dos grups van prendre distància, i la ruptura va ser inevitable. En 1964 els adherents a les idees desenvolupistes dins de la UCRI, encapçalats per l'Arturo Frondizi i el Rogelio Frigerio, es van separar de la UCRI i van fundar el Moviment d'Integració i Desenvolupament.
El frondizismo des del MID es va oposar a la presència dels Estats Units al Vietnam, a l'exèrcit multilateral llatinoamericà, i repudi la invasió nord-americana a la República Dominicana.
El seu debut electoral va ser en les eleccions presidencials de març de 1973 sent part del Front Justicialista d'Alliberament (FREJULI) que va portar a la presidència al Héctor José Cámpora.
En les eleccions presidencials de 1989 el MID va formar part de l'aliança que va portar a poder al Carlos Menem, ocupant sempre un ministeri durant el primer mandat d'aquell, entre 1989 i 1995. Primer va ser l'Antonio Salonia ministre d'educació i després va ser el Oscar Camilión ministre de defensa.

## Acció política
El MID és actualment presidit pel Joan Pablo Carrique, qui va reemplaçar en Carlos Zaffore després que hagués ocupat el càrrec per 19 anys, interromputs només per la presidència d'Efraín Gustavo Puyó Penya entre els anys 2012 i 2014. L'organisme deliberatiu és la Convenció Nacional.
En el 2006, van declarar que recolzarien en les eleccions presidencials de 2007 al candidat opositor, i ex ministre d'Economia, el Roberto Lavagna, convertint-se en el primer partit polític que li va donar el seu suport formal a l'economista.
En les eleccions presidencials de 2011 va donar suport a la candidatura d'Eduardo Duhalde. Per a les eleccions presidencials de 2015 va recolzar al capdavant Units per una Nova Alternativa considerant al Sergio Massa com a únic representant del Desenvolupisme.
En les eleccions presidencials de 2019 van ser part de la coalició Junts pel Canvi que va promoure la candidatura a president dele Maurici Macri.

## Dirigents desarrollistas
Diversos dirigents del MID han ocupat importants funcions de govern. A més d'Arturo Frondizi, que es va exercir com a president entre 1958 i 1962 i va ser enderrocat per un cop militar, s'han destacat els següents dirigents del MID: Héctor Magnetto, Horaci Rodríguez Larreta, Osvaldo Trocca, Carlos Sylvestre Begnis, Héctor Noblía, Raúl Uranga, David Bléjer, Emilio Donato del Carril, Fernando Piragine Niveyro, Arturo Zanichelli, Celestino Gelsi, Américo García, Marcos Merchensky, Ramón Prieto Isidro Odena, Oscar Camilión, Antonio Salonia, César Napoleó Ayrault, Enzo David Pomi i Juan José Elylena, entre molts uns altres. Van ser els seus presidents, successivament Frondizi, Frigerio, Rodolfo Calvo, Luis López Salaberry, Luis Acosta Rivellini, Carlos Zaffore, Efraín Gustavo Puyó Peña i novament Carlos Zaffore.
Actualment el seu president és el Joan Pablo Carrique.

## Resultats electorals

### Eleccions presidencials
| Elección | Fórmula                  | Fórmula                    | Votos      | %     | Resultado | Coalición                              |
| Elección | Presidente               | Vicepresidente             | Votos      | %     | Resultado | Coalición                              |
| -------- | ------------------------ | -------------------------- | ---------- | ----- | --------- | -------------------------------------- |
| Mar 1973 | Héctor José Cámpora (PJ) | Vicente Solano Lima (PCP)  | 5.908.414  | 49,56 | Sí Electo | Frente Justicialista de Liberación     |
| Sep 1973 | Juan Domingo Perón (PJ)  | María Estela de Perón (PJ) | 7.359.139  | 61,85 | Sí Electo | Frente Justicialista de Liberación     |
| 1983     | Rogelio Julio Frigerio   | Antonio Salonia            | 177.426    | 1,19  | No Electo |                                        |
| 1989     | Carlos Menem (PJ)        | Eduardo Duhalde (PJ)       | 7.957.518  | 47,51 | Sí Electo | Frente Justicialista de Unidad Popular |
| 1995     | Horacio Massaccesi (UCR) | Antonio M. Hernández (UCR) | 2.956.137  | 16,99 | No Electo | Apoyo a la candidatura de UCR          |
| 1999     | Fernando de la Rúa (UCR) | Carlos Álvarez (FG)        | 9.167.220  | 48,37 | Sí Electo | Alianza                                |
| 2003     | Carlos Zaffore           | Elsa Fabiana Perié         | 47.954     | 0,25  | No Electo |                                        |
| 2007     | Roberto Lavagna (Ind.)   | Gerardo Morales (UCR)      | 3.230.236  | 16,91 | No Electo | Concertación para Una Nación Avanzada  |
| 2011     | Eduardo Duhalde (PJ)     | Mario Das Neves (PJ)       | 1.285.830  | 5,86  | No Electo | Frente Popular                         |
| 2015     | Sergio Massa (FR)        | Gustavo Sáenz (PJ)         | 5.386.977  | 21,39 | No Electo | Unidos por una Nueva Alternativa       |
| 2019     | Mauricio Macri (PRO)     | Miguel Ángel Pichetto (PJ) | 10.811.586 | 40,28 | No Electo | Juntos por el Cambio                   |

Eleccions al congrés
| Any  | Vots                        | %                       | Diputats | Senadors | Nota |
| ---- | --------------------------- | ----------------------- | -------- | -------- | --- |
| 1965 | 538.057                     | 6,01%                   | 6/192    |          | |
| 1966 | Sense dades                 | Sense dades             |          | 0/46     | |
| 1973 | 5.899.543                   | 49,53%                  | 23/243   | 4/69     | Frente Justicialista de Liberación |
| 1983 | 223.763                     | 1,51%                   | 0/254    | 1//46    | Sense aliança a totes les províncies |
| 1985 | 598.437                     | 3,91%                   | 1/254    |          | Dip. Carlos Zaffore (Província de Buenos Aires) Frente Justicialista de Liberación. Província de Buenos Aires Sense aliança a Chaco, Formosa, La Pampa, La Rioja, Mendoza, Misiones, Neuquén, Santa Cruz i Tucumán. |
| 1986 | Sense dades                 | Sense dades             |          | 1/46     | |
| 1987 | 155.932                     | 0,97 %                  | 1/254    |          | Aliança amb Cruzada Renovadora a San Juan. Sense aliança a la Provincià de Buenos Aires, Buenos Aires, Catamarca, Chaco, Chubut, Córdoba, Corrientes, Entre Ríos, Jujuy, La Pampa, La Rioja, Mendoza, Neuquén, Río Negro i Santa Fe. |
| 1989 | 7.322.203                   | 43,99 %                 | 1/254    | 0/46     | Dip. Miguel Ángel Polo (FREJUPO Formosa) Frente Justicialista de Unidad Popular Sense aliança a Catamarca i La Rioja |
| 1991 | 1.630.446                   | 10,37 %                 | 1/257    |          | Dip. Aníbal Osvaldo Hardy (Formosa) Frente Justicialista a Chaco, Formosa, Misiones, Salta, San Juan, San Luis, Santa Fe, Tierra del Fuego i Tucumán Unidad de los Neuquinos para el Cambio (PJ-MID-PTP) en Neuquén Frente Cívico y Social a Catamarca Frente Popular (PDC-MID-PSA-PTP) a La Pampa Frente Popular Correntino (MID-PI-PSP) a Corrientes Frente de la Corriente Renovadora (CR-UCeDé-PCP-PDC-MID-PI) a Santiago del Estero Unión Provincial (PD-MID-UCeDé) a Entre Ríos Alianza con Partido Demócrata Progresista a Chubut y Río Negro Sense aliança a Buenos Aires, Córdoba, Jujuy, La Rioja i Mendoza |
| 1992 | Sense dades                 | Sense dades             |          | 0/48     | |
| 1993 | 206.548                     | 1,26 %                  | 1/257    |          | Aliança amb Unió Cívica Radical a Río Negro Frente de la Victoria a Formosa Sense aliança a CABA, Chaco, Córdoba, La Pampa, Neuquén, Santa Cruz i Santa Fe |
| 1995 | 612.762                     | 3,61 %                  | 0/257    | 0/72     | Alianza con UCR en Corrientes, Entre Ríos, Misiones y Río Negro Frente Justicialista a San Luis Sense aliança a Córdoba, Mendoza i Salta |
| 1997 | 1.150.579                   | 6,67 %                  | 0/257    |          | Aliança a Entre Ríos, Jujuy, La Pampa, Misiones, Río Negro, Salta y Tucumán Frente Unión por Todos-MID a Buenos Aires Frente Justicialista a San Luis Frente País Solidario a Catamarca Frente de Todos a Corrientes Unión Popular por la Producción y el Trabajo a San Juan Frente Federal Santacruceño a Santa Cruz Sense aliança a Neuquén |
| 1998 | Sense dades                 | Sense dades             |          | 0/72     | |
| 1999 | 6.642.555                   | 35,87 %                 | 0/257    |          | Aliança a la Província de Buenos Aires, CABA, Catamarca, Córdoba, Corrientes, Entre Ríos, Formosa, La Pampa, Misiones, Neuquén, Río Negro, Salta, San Juan i Tucumán Frente Justicialista a San Luis i Santiago del Estero. |
| 2001 | 2.297.855 (D) 1.987.640 (S) | 16,08 % (D) 13,66 % (S) | 0/257    | 0/72     | Aliança amb PBA, CABA, Entre Ríos, La Pampa, Misiones, Río Negro, Salta i Tucumán Alianza UCR-MID a Córdoba Frente Justicialista a San Luis i Santiago del Estero Frente Cívico y Social Correntino a Corrientes Sense aliança a Formosa, Neuquén i San Juan |
| 2003 | 685.622 (D) 72.880 (S)      | 4,36 % (D) 1,60 % (S)   | 0/257    | 0/72     | Frente para la Victoria a Misiones i San Juan Alianza FPV-ARI-MID a La Pampa Frente Social Entre Ríos Tiene Futuro (UCR-MID-PDC) Frente Unidos por Salta (UCR-Recrear-MID) Frente Unión por Tucumán (UCR-MID-PDC) Corriente Chubutense (FG-MID) a Chubut Concertación para el Desarrollo a Río Negro Frente Movimiento Popular a San Luis Sense aliança a Província de Buenos Aires, Buenos Aires, Formosa i Neuquén |
| 2005 | 1.266.881 (D) 274.161 (S)   | 7,35 % (D)3,32 % (S)    | 0/257    | 0/72     | Frente para la Victoria a Neuquén, San Juan, Santa Fe i Tucumán Frente Cívico y Social a Catamarca Frente Proyecto Corrientes (PAC-PDP-MID-ND-PI) Sense aliança a Córdoba, Formosa, Salta i San Luis |
| 2007 | 1.025.438 (D) 129.112 (S)   | 5,67 % (D) 3,04 % (S)   | 0/257    | 0/72     | Una Nación Avanzada a Buenos Aires, Formosa, Jujuy, La Pampa, Río Negro,Salta, San Juan, Provincia de Santa Cruz i Tucumán Sociedad Justa a Província de Buenos Aires i Santa Fe Frente Justicialista a San Luis Frente Cívico y Social a Catamarca Sense aliança a Córdoba, Corrientes, Neuquén i Santiago del Estero. |
| 2009 | 4.398.640(D) 989.504(S)     | 22,77 %(D) 16,53 %(S)   | 0/257    | 0/72     | Aliança amb Unión-PRO a la Província de Buenos Aires y Buenos Aires Acuerdo Cívico y Social a Catamarca, Formosa, La Pampa i Tucumán Frente Justicialista Es Posible a San Luis Frente de Todos a Corrientes Frente Unidad para el Cambio (MID-UNIR) a Jujuy i Mendoza Frente de la Esperanza a Misiones Santa Fe Federal (PCP-PDC-MID) Todos por Neuquén (PDC-MID) Frente Unión por San Juan Sense aliança a Córdoba i Santiago del Estero |
| 2011 | 821.487 (D) 736.426 (S)     | 3,99 % (D)              | 0/257    | 0/72     | Frente Popular a Província de Buenos Aires, Córdoba i San Juan Alianza Compromiso Federal a San Luis Frente Salteño (PRO-SST-PCP-MID) a Salta Sin alianza a La Pampa |
| 2013 | 2.517.560 (D) 722.831 (S)   | 11,13 % (D)             | 0/257    | 0/72     | Unidos por la Libertad y el Trabajo a la Província de Buenos Aires Frente Unión PRO en Buenos Aires, La Pampa y Santa Fe Alianza Compromiso Federal en San Luis y San Juan Encuentro por Corrientes Frente Amplio Formoseño en Formosa Frente Renovador de la Concordia en Misiones |
| 2015 | 3.814.745 (D) 999.930 (S)   | 16,36 % (D)             | 0/257    | 0/72     | UNA a la Província de Buenos Aires, Ciudad de Buenos Aires, Córdoba, Corrientes y Santa Fe Frente para la Victoria a Misiones Alianza Compromiso Federal a San Luis Frente Amplio Formoseño a Formosa Frente Cívico y Social a La Pampa |
| 2017 | 2.406.735 (D) 1.649.931 (S) | 9,79 % (D) 13,91 % (S)  | 0/257    | 0/72     | 1País a la Província de Buenos Aires, San Juan i Santa Fe Cambiemos a Formosa i La Pampa Unión por Córdoba Frente Unidad Justicialista a San Luis Frente Renovador de la Concordia a Misiones |
| 2019 | 6.738.431 (D) 1.199.942 (S) | 26,28 % (D) 21,29 % (S) | 0/257    | 0/72     | Juntos por el Cambio a Província de Buenos Aires, CABA, Formosa, Neuquén i La Pampa Frente de Todos a San Juan i Santa Fe Hacemos por Córdoba Frente Renovador de la Concordia en Misiones |